# ピーター・クック (建築家)
サー・ピーター・クック、RA(英語: Sir Peter Cook RA、1936年10月22日生-)はイングランドの建築家、大学講師、建築専門の作家で、アーキグラムの創設者である。クックは2007年に建築と教育に関する献身によりエリザベス1世によってナイトに叙せられた。ロイヤル・アカデミー・オブ・アーツ会員であり、フランス共和国芸術文化勲章受勲者でもある。アーキグラムはその功績により、2002年に王立英国建築家協会からRIBAゴールドメダルを受けている。

## 生い立ちと教育
クックはエセックスのサウスエンド＝オン＝シー出身で、1953年から1958年までボーンマス・カレッジ・オブ・アートで建築を学んだ。その後ロンドンのAAスクールに入って建築を学び、1960年に卒業した。

## 経歴
クックはロンドンにあるインスティテュート・オブ・コンテンポラリー・アーツとユニバーシティ・カレッジ・ロンドンのバートレット建築学院のディレクターを歴任し、ロンドンのアートネットのディレクターとヴェネツィア・ビエンナーレのイギリスパビリオンのキュレーターもつとめている。ロンドンのロイヤル・カレッジ・オブ・アートの上級フェローでもあり、ロイヤル・アカデミー・オブ・アーツ、ユニバーシティ・コレッジ・ロンドン、ドイツのフランクフルトにあるシュテーデル美術大学などで教鞭を執っている。
オーストリアのグラーツでコリン・フォーニアと共作した芸術施設クンストハウス・グラーツ(別名「フレンドリー・エイリアン」)は一般大衆から注目をあびた。2013年にクックは自分のスタジオであるCRABとともにウィーンでウィーン経済大学の新しい法学部の建物と、オーストラリアで一番新しい建築学校である、ゴールドコーストのボンド大学アビディアン建築学院の建物を作った。
クックは大阪、名古屋、ベルリン、マドリードなどにも建物を建てている。CRAB(Cook Robotham Architectural Bureau)ではギャヴィン・ロボサムと協働し、イスラエルの建築家ヤエル・レイズナーと結婚している。

クックは2007年、エリザベス女王の誕生日に建築への功績を認められ、ナイトに叙任された。

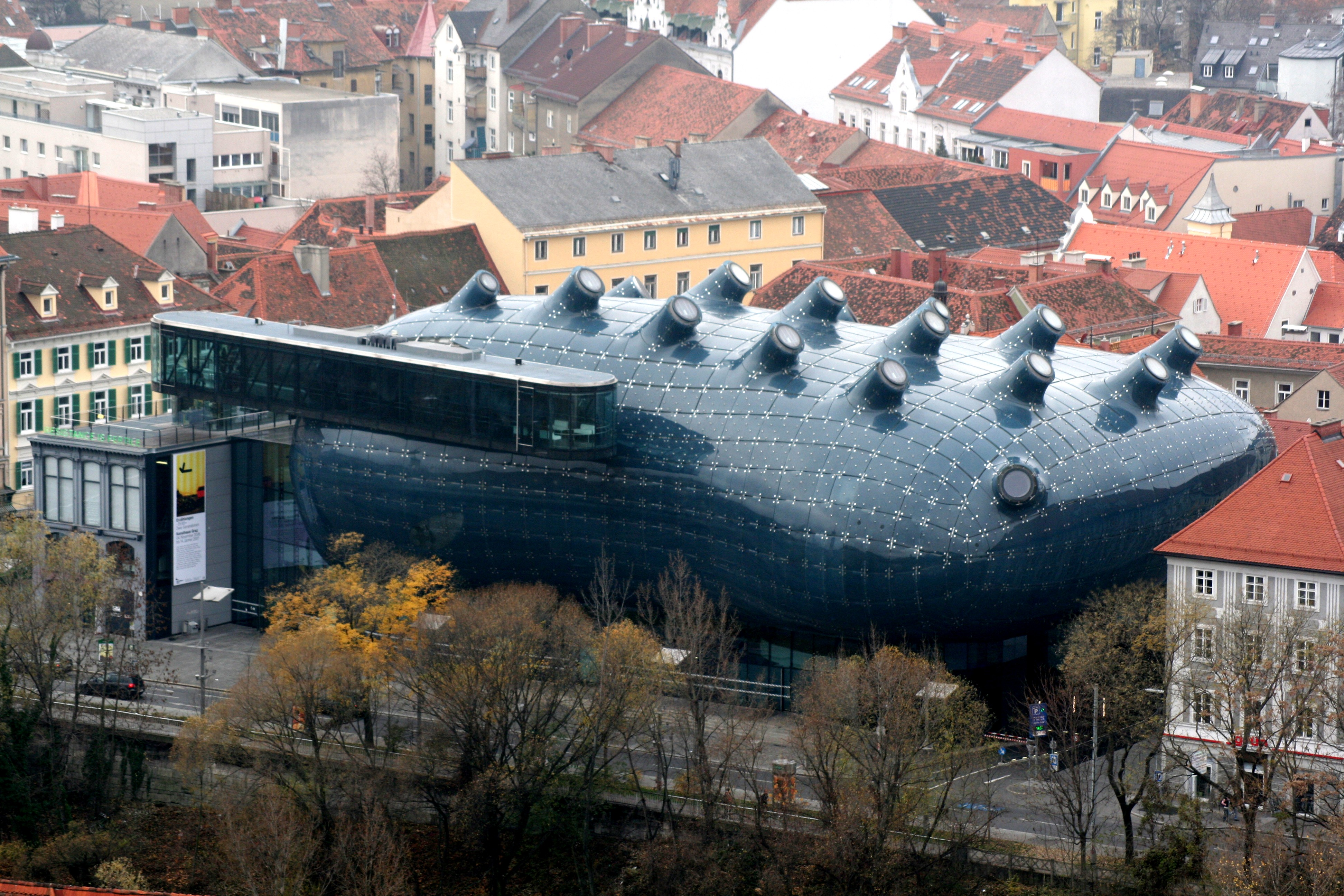
クンストハウス・グラーツ

## 参考資料
- Interview with Peter Cook on Archinect – Conversation with Peter Cook on the State of Things
- Simon Sadler, Archigram: Architecture without Architecture, Cambridge, Mass.: MIT Press, 2005
- Interview with Designboom
- Cook Robotham Architectural Bureau, London